# Chomatobius auximus
Chomatobius auximus är en mångfotingart som först beskrevs av Chamberlin 1938.  Chomatobius auximus ingår i släktet Chomatobius och familjen trädgårdsjordkrypare. Inga underarter finns listade i Catalogue of Life.